# Edmund Rabe
Edmund Friedrich Theodor Rabe (* 2. September 1815 in Berlin; † 18. April 1902 in Berlin-Friedrichshagen) war ein deutscher Schlachten-, Historien- und Genremaler sowie Lithograf.

## Leben
Rabe war der Sohn des Architekten Martin Friedrich Rabe und seiner Ehefrau Sophia Theodora (geborene Frick). Er hatte einen älteren Bruder, den Architekten Ottomar Friedrich Theodor Rabe, der Maler Johannes Rabe war sein Cousin.
Rabe wurde zwischen 1827 und 1833 durch den Landschaftsmaler Samuel Rösel im Zeichnen unterrichtet. Rabe wurde in verschiedenen Klassen der Königlich Preußischen Akademie der Künste Berlin unterrichtet. Ab 1833 war er Schüler im Atelier des Berliner Schlachten- und Parademalers Franz Krüger.
1835 unternahm Rabe mit Reinhard Rudolph Hertzberg, August Theodor Kaselowsky und Eduard Mandel eine Studienreise durch Deutschland. Zwischen 1841 und 1843 folgten Reisen durch Holland, Frankreich, Italien und die Schweiz sowie ein längerer Aufenthalt in Paris (1842).
Rabe wurde 1843 Mitglied der Königlich Preußischen Akademie der Künste Berlin und von 1872 bis 1875 Mitglied im Verein Berliner Künstler.

## Werke (Auswahl)
- Gefangenentransport 1813, 1838, Öl/Lw, 46 × 60 cm, ehemals Sammlung des Konsuls Wagener, 1861 von Nationalgalerie Berlin übernommen, 1945 im Flakturm Zoo verschollen[2]
- Manöverszene mit Bagagewagen, 1833, Öl/Lw, 32 × 40 cm, zuletzt Stiftung Preußische Schlösser und Gärten Berlin-Brandenburg (Schloss Königsberg), verschollen
- Französische Soldaten auf Vorposten in Rußland, 1835, Öl/Lw, 27 × 22 cm, zuletzt Stiftung Preußische Schlösser und Gärten Berlin-Brandenburg (Schloss Königsberg), verschollen
- Verweilende Kavallerie, 1839, Öl/Lw, 42 × 52,7 cm, Anhaltische Gemäldegalerie Dessau, Inv. Nr. 1006
- Manöver unter Prinz Karl von Preußen, Öl/Lw, 42 × 47 cm, ehemals Stiftung Preußische Schlösser und Gärten Berlin-Brandenburg, verschollen
- Markt in einer französischen Stadt, eine Kunstreitergesellschaft kündigt Vorstellung an, 1842, Öl/Lw, Verbleib unbekannt
- Choc de cavalerie, 1843, Öl/Lw, 55,9 × 77,5 cm, zuletzt: Kunsthandel, Toronto, 22. Oktober 1981
- Szene aus den Befreiungskriegen, 1844, Öl/Lw, 43 × 56 cm, zuletzt: Privatbesitz, aufbewahrt auf Barnitz (Gutshaus), ab 1945 verschollen
- Scène du guerre napoléonienne, 1843, Öl/Lw, 57,7 × 78,6 cm, zuletzt: Kunsthandel, New York, 13. Februar 1985
- Marschierende Infanterie und Kavallerie im Winter, 1847, Öl/Lw, 29 × 39,8 cm, Anhaltische Gemäldegalerie Dessau, Inv. Nr. 488
- 12 mehrfarbige Lithographien im Querformat mit Gruppen von Männern in verschiedenen Uniformen, um 1850, Museum Wolmirstedt[3]
- Gegend der Kurfürsten und Genthiner Straße, 1860, Ölskizze, 18 × 50 cm, zuletzt Nachlass Rabes (1903), verschollen
- Zwischen Schillstraße und Magdeburger Platz, 1860, Ölskizze, 30 × 47,60 cm, zuletzt Nachlass Rabes (1903), verschollen
- Blick aus dem Fenster des Künstlers in die Matthäikirchstraße, 1860, Ölskizze, 29 × 42 cm, zuletzt Nachlass Rabes (1903), verschollen
- Ein Jagdpferd und ein Pony, Öl/Lw, 32 × 39 cm, zuletzt Stiftung Preußische Schlösser und Gärten Berlin-Brandenburg (Schloß Babelsberg und Flatowturm), verschollen
- Posten der Grande Armée in Russland, Stadtschloss Potsdam[4]
- Die Meldung, Galerie Schwerin[4]
- Russische Soldaten auf Posten, Verwaltung der Staatlichen Schlösser und Gärten[4]